# Roberto Ceruti (ciclista)
Roberto Ceruti (Paderno Ponchielli, 10 novembre 1953) è un ex ciclista su strada italiano.
Professionista dal 1977 al 1987, vinse una tappa al Giro d'Italia 1979.

## Carriera
Corse per cinque anni da dilettante, vestendo le maglie dell'U.C. Melzo Meggiarini e del G.S. Itla. Nel 1975 fu bronzo ai campionati del mondo a Yvoir e quindi campione italiano a Cassano all'Ionio; nel 1976 fu secondo al Giro d'Italia di categoria e partecipò ai Giochi olimpici di Montreal 1976, concludendo al 26º posto la prova in linea.
Passò professionista nel 1977 con i colori della G.B.C.-Itla diretta da Dino Zandegù. Da pro ottenne come principali risultati le vittorie al Giro di Romagna 1977, nella tappa di Pieve di Cadore al Giro d'Italia 1979, al Giro dell'Umbria 1980 e al Gran Premio Città di Camaiore 1984. Dal 1980 al 1987 si distinse anche come gregario di Giuseppe Saronni alla Gis Gelati e alla Del Tongo; per queste qualità fu anche convocato in Nazionale in quattro edizioni dei campionati del mondo (1980, 1982, 1983 e 1984).
Terminata la carriera ciclistica, è diventato responsabile delle spedizioni in un'azienda di allevamento di polli.

## Palmarès
- 1973 (dilettanti)

Targa Libero Ferrario
- 1974 (dilettanti)

Targa Libero Ferrario
Milano-Bologna
- 1975 (dilettanti)

Circuito del Porto
Coppa Mobilio Ponsacco (cronometro)
Circuito Valle del Liri
4ª tappa Settimana Ciclistica Bergamasca (Petosino > Petosino)
Trofeo Alberto Triverio
Campionati italiani, prova in linea dilettanti
- 1976 (dilettanti)

6ª tappa, 2ª semitappa Grand Prix Tell (Gunzgen, cronometro)
Classifica generale Grand Prix Tell
Trofeo Attilio Strazzi
- 1977 (G.B.C., una vittoria)

Giro di Romagna
- 1979 (Magniflex, una vittoria)

16ª tappa Giro d'Italia (Treviso > Pieve di Cadore)
- 1980 (Gis Gelati, una vittoria)

Giro dell'Umbria
- 1984 (Del Tongo-Colnago, una vittoria)

Gran Premio Città di Camaiore

## Piazzamenti

### Grandi Giri
- Giro d'Italia

1977: 60º
1979: 27º
1980: 17º
1981: 35º
1982: 21º
1983: 47º
1985: 21º
1986: 48º
- Vuelta a España

1983: 23º
1984: 37º

### Classiche monumento
- Milano-Sanremo

1977: 30º
1978: 26º
1980: 17º
1982: 57º
1983: 72º
- Giro di Lombardia

1978: 8º
1980: 6º
1982: 20º

### Competizioni mondiali
- Mondiali su strada

Yvoir 1975 - In linea dilettanti: 3º
Sallanches 1980 - In linea: ritirato
Goodwood 1982 - In linea: 37º
Altenrhein 1983 - In linea: ritirato
Barcellona 1984 - In linea: ritirato
- Giochi olimpici

Montréal 1976 - In linea: 26º